# Paul McNamee
Paul McNamee (* 12. November 1954 in Melbourne) ist ein ehemaliger australischer Tennisspieler.

## Karriere
Der Doppelspezialist gewann in seiner Karriere insgesamt 23 Doppeltitel (meist mit seinem Doppelpartner Peter McNamara), darunter zwei in Wimbledon (1980, 1982) und zwei bei den Australian Open. Er führte im Jahr 1981 drei Wochen lang die Doppelweltrangliste an.
Im Einzel gewann er zwei Titel; seine höchste Platzierung in der Einzelweltrangliste erreichte er mit Position 24. Mit der australischen Mannschaft gewann er 1983 und 1986 den Davis Cup.
Paul McNamee gehörte zu den Gründern des Hopman Cups, dessen Veranstalter er von 1988 bis 2006 war.

## Erfolge
| Legende (Siege in Klammern)                    |
| Grand Slam (5)                                 |
| ATP-Weltmeisterschaft / Tennis Masters Cup (1) |
| ATP Masters Series (1)                         |
| ATP International Series Gold (0)              |
| ATP International Series (19)                  |
| ATP Challenger Tour                            |

### Einzel

#### Turniersiege

##### ATP Tour
| Nr. | Datum            | Turnier     | Belag     | Finalgegner     | Ergebnis                |
| --- | ---------------- | ----------- | --------- | --------------- | ----------------------- |
| 1.  | 6. April 1980    | Palm Harbor | Hartplatz | Stan Smith      | 6:4, 6:3                |
| 2.  | 7. November 1982 | Baltimore   | Teppich   | Guillermo Vilas | 4:6, 7:5, 7:5, 2:6, 6:3 |

##### Challenger Tour
| Nr. | Datum            | Turnier     | Belag | Finalgegner    | Ergebnis |
| --- | ---------------- | ----------- | ----- | -------------- | -------- |
| 1.  | 28. Oktober 1979 | Guadalajara | Sand  | Rick Fagel     | 6:4, 6:4 |
| 2.  | 18. April 1982   | Bari        | Sand  | Balázs Taróczy | 6:2, 6:2 |

#### Finalteilnahmen
| Nr. | Datum              | Turnier     | Belag       | Finalgegner            | Ergebnis      |
| --- | ------------------ | ----------- | ----------- | ---------------------- | ------------- |
| 1.  | 14. September 1980 | Palermo     | Sand        | Guillermo Vilas        | 4:6, 0:6, 0:6 |
| 2.  | 10. April 1983     | Houston     | Sand        | Ivan Lendl             | 2:6, 0:6, 3:6 |
| 3.  | 9. Oktober 1983    | Brisbane    | Teppich (i) | Pat Cash               | 6:4, 4:6, 3:6 |
| 4.  | 20. April 1986     | Nizza       | Sand        | Emilio Sánchez Vicario | 1:6, 3:6      |
| 5.  | 17. August 1986    | St. Vincent | Sand        | Simone Colombo         | 6:2, 3:6, 6:7 |

### Doppel

#### Turniersiege

##### ATP Tour
| Nr. | Datum              | Turnier             | Belag     | Partner         | Finalgegner                         | Ergebnis                |
| --- | ------------------ | ------------------- | --------- | --------------- | ----------------------------------- | ----------------------- |
| 1.  | 8. April 1979      | Nizza               | Sand      | Peter McNamara  | Pavel Složil Tomáš Šmíd             | 6:1, 3:6, 6:2           |
| 2.  | 15. April 1979     | Kairo               | Sand      | Peter McNamara  | Anand Amritraj Vijay Amritraj       | 7:5, 6:4                |
| 3.  | 23. September 1979 | Palermo             | Sand      | Peter McNamara  | Ismail El Shafei John Feaver        | 7:5, 7:6                |
| 4.  | 23. Dezember 1979  | Sydney (1)          | Rasen     | Peter McNamara  | Steve Docherty Christopher Lewis    | 7:6, 6:3                |
| 5.  | 2. Januar 1980     | Australian Open (1) | Rasen     | Peter McNamara  | Cliff Letcher Paul Kronk            | 7:6, 6:2                |
| 6.  | 6. April 1980      | Palm Harbor         | Hartplatz | Paul Kronk      | Steve Docherty John James           | 6:4, 7:5                |
| 7.  | 13. April 1980     | Houston (1)         | Sand      | Peter McNamara  | Marty Riessen Sherwood Stewart      | 6:4, 6:4                |
| 8.  | 6. Juni 1980       | Wimbledon (1)       | Rasen     | Peter McNamara  | Bob Lutz (Tennisspieler) Stan Smith | 7:6, 6:3, 6:7, 6:4      |
| 9.  | 9. November 1980   | Stockholm           | Teppich   | Heinz Günthardt | Bob Lutz Stan Smith                 | 6:7, 6:3, 6:2           |
| 10. | 21. Dezember 1980  | Sydney (2)          | Rasen     | Peter McNamara  | Vitas Gerulaitis Brian Gottfried    | 6:2, 6:4                |
| 11. | 11. Januar 1981    | World Doubles WCT   | Teppich   | Peter McNamara  | Victor Amaya Hank Pfister           | 6:3, 2:6, 3:6, 6:3, 6:2 |
| 12. | 19. Juli 1981      | Stuttgart           | Sand      | Peter McNamara  | Mark Edmondson Mike Estep           | 2:6, 6:4, 7:6           |
| 13. | 20. Dezember 1981  | Sydney (3)          | Rasen     | Peter McNamara  | Hank Pfister John Sadri             | 6:7, 7:6, 7:6           |
| 14. | 11. April 1982     | Monte Carlo         | Sand      | Peter McNamara  | Mark Edmondson Sherwood Stewart     | 6:7, 7:6, 6:3           |
| 15. | 25. April 1982     | Bournemouth         | Sand      | Buster Mottram  | Henri Leconte Ilie Năstase          | 3:6, 7:6, 6:3           |
| 16. | 4. Juli 1982       | Wimbledon (2)       | Rasen     | Peter McNamara  | Peter Fleming John McEnroe          | 6:3, 6:2                |
| 17. | 20. Februar 1983   | Memphis             | Teppich   | Peter McNamara  | Tim Gullikson Tom Gullikson         | 6:3, 5:7, 6:4           |
| 18. | 12. Juni 1983      | Queen’s Club (1)    | Rasen     | Brian Gottfried | Kevin Curren Steve Denton           | 6:4, 6:3                |
| 19. | 9. Oktober 1983    | Brisbane            | Teppich   | Pat Cash        | Mark Edmondson Kim Warwick          | 7:6, 7:6                |
| 20. | 11. Dezember 1983  | Australian Open (2) | Rasen     | Mark Edmondson  | Steve Denton Sherwood Stewart       | 6:3, 7:6                |
| 21. | 8. April 1984      | Houston (2)         | Sand      | Pat Cash        | David Dowlen Nduka Odizor           | 7:5, 4:6, 6:3           |
| 22. | 29. April 1984     | Aix-en-Provence     | Sand      | Pat Cash        | Chris Lewis Wally Masur             | 4:6, 6:3, 6:4           |
| 23. | 17. Juni 1984      | Queen’s Club (2)    | Rasen     | Pat Cash        | Bernard Mitton Butch Walts          | 6:4, 6:3                |

##### Challenger Tour
| Nr. | Datum            | Turnier     | Belag | Partner     | Finalgegner                  | Ergebnis      |
| --- | ---------------- | ----------- | ----- | ----------- | ---------------------------- | ------------- |
| 1.  | 28. Oktober 1979 | Guadalajara | Sand  | Fred McNair | Tony Giammalva Andy Kohlberg | 6:2, 3:6, 6:3 |

#### Finalteilnahmen
| Nr. | Datum             | Turnier                 | Belag         | Partner          | Finalgegner                      | Ergebnis                |
| --- | ----------------- | ----------------------- | ------------- | ---------------- | -------------------------------- | ----------------------- |
| 1.  | 20. November 1977 | Santiago de Chile       | Sand          | Henry Bunis      | Patricio Cornejo Jaime Fillol    | 7:5, 1:6, 1:6           |
| 2.  | 11. Mai 1980      | Forest Hills            | Sand          | Peter McNamara   | Peter Fleming John McEnroe       | 2:6, 7:5, 2:6           |
| 3.  | 11. Mai 1980      | Queen’s Club            | Rasen         | Sherwood Stewart | Rod Frawley Geoff Masters        | 2:6, 6:4, 9:11          |
| 4.  | 23. November 1980 | Bologna                 | Rasen         | Steve Denton     | Balázs Taróczy Butch Walts       | 6:2, 3:6, 0:6           |
| 5.  | 30. November 1980 | Johannesburg            | Hartplatz     | Heinz Günthardt  | Bob Lutz Stan Smith              | 7:6, 3:6, 4:6           |
| 6.  | 4. Januar 1981    | Australian Open         | Rasen         | Peter McNamara   | Mark Edmondson Kim Warwick       | 5:7, 4:6                |
| 7.  | 12. Januar 1981   | Masters                 | Rasen         | Peter McNamara   | Peter Fleming John McEnroe       | 4:6, 3:6                |
| 8.  | 17. Mai 1981      | Hamburg                 | Sand          | Peter McNamara   | Hans Gildemeister Andrés Gómez   | 4:6, 6:3, 4:6           |
| 9.  | 4. April 1982     | Nizza                   | Sand          | Balázs Taróczy   | Henri Leconte Yannick Noah       | 7:5, 4:6, 3:6           |
| 10. | 24. Juli 1983     | Washington              | Sand          | Ferdi Taygan     | Mark Dickson Cássio Motta        | 2:6, 6:1, 4:6           |
| 11. | 8. Juli 1984      | Wimbledon Championships | Rasen         | Pat Cash         | Peter Fleming John McEnroe       | 2:6, 7:5, 2:6, 6:3, 3:6 |
| 12. | 28. Oktober 1984  | Hongkong                | Hartplatz     | Mark Edmondson   | Ken Flach Robert Seguso          | 7:6, 3:6, 5:7           |
| 13. | 24. März 1985     | Rotterdam               | Teppich (i)   | Vitas Gerulaitis | Tomáš Šmíd Pavel Složil          | 4:6, 4:6                |
| 14. | 14. Juli 1985     | Boston                  | Sand          | Peter McNamara   | Libor Pimek Slobodan Živojinović | 6:2, 4:6, 6:7           |
| 15. | 23. März 1986     | Fort Myers              | Hartplatz     | Peter Doohan     | Ivan Lendl Andrés Gómez          | 5:7, 4:6                |
| 16. | 19. Oktober 1986  | Sydney Indoor           | Hartplatz (i) | Peter McNamara   | Boris Becker John Fitzgerald     | 4:6, 6:7                |

### Mixed

#### Turniersiege
| Nr. | Datum        | Turnier   | Belag | Partnerin           | Finalgegner                      | Ergebnis      |
| --- | ------------ | --------- | ----- | ------------------- | -------------------------------- | ------------- |
| 1.  | 7. Juli 1985 | Wimbledon | Rasen | Martina Navratilova | Elizabeth Smylie John Fitzgerald | 7:5, 4:6, 6:2 |